# ۱۵۳۹ (میلادی)
۱۵۳۹ (میلادی) هزار و پانصد و سی و نهمین سال تقویم میلادی است.

## درگذشتگان
‎